# نادژدا کونیایوا
نادژدا کونیایوا (روسی: Наде́жда Ефимовна Коня́ева؛ زادهٔ ۵ اکتبر ۱۹۳۱) پرتاب‌گر نیزه، و ورزشکار دو و میدانی اهل اتحاد جماهیر شوروی سوسیالیستی است.